# Strong Arm of the Law
Strong Arm of the Law (рус. «Сильная рука закона») — третий студийный альбом английской хеви-метал-группы Saxon. Был выпущен 1 сентября 1980 году на французском лейбле Carrere.

## История
Так же, как и предыдущий диск группы Wheels of Steel, Strong Arm of the Law записывался в студии Ramport в Лондоне. Продюсером альбома вновь стал Пит Хинтон вместе с группой.
Альбом сопровождался синглом «Strong Arm of the Law» / «Taking Your Chances». В британском чарте сингл достиг максимальной 63-й позиции в декабре 1980 года. Другим синглом с альбома стала композиция «Dallas 1 PM», написанная об убийстве Джона Кеннеди. Сам альбом достиг в конце ноября 1980 года 11-го места в чарте Великобритании и оставался в чарте до февраля 1981 года, а в Швеции альбом занял 37-е место. Таким образом, Strong Arm of the Law стал менее успешным, чем предыдущий альбом Wheels of Steel, который достигал 5-го места в Великобритании и 36-го — в Швеции. 20 января 1981 года диск получил статус золотого в Британии.
В период записи и выпуска альбома Saxon много гастролировали: они сопровождали Judas Priest в турне по Европе, затем выступали в Америке вместе с AC/DC и в качестве разогревающей группы с Black Sabbath и Blue Öyster Cult. Завершали американские гастроли Saxon, открывая концерты Rush. Зимой Saxon провели первые гастроли по Великобритании в качестве хедлайнеров.
В 1982 году песни «Strong Arm of the Law», «Heavy Metal Thunder» и «20,000 Ft.» вошли в концертный альбом группы The Eagle Has Landed.

## Список композиций
Слова и музыка всех песен — Байфорд, Гилл, Доусон, Квинн, Оливер.
| №                   | Название                 | Длительность |
| ------------------- | ------------------------ | ------------ |
| 1.                  | «Heavy Metal Thunder»    | 4:20         |
| 2.                  | «To Hell and Back Again» | 4:44         |
| 3.                  | «Strong Arm of the Law»  | 4:39         |
| 4.                  | «Taking Your Chances»    | 4:19         |
| 5.                  | «20,000 Ft.»             | 3:16         |
| 6.                  | «Hungry Years»           | 5:18         |
| 7.                  | «Sixth Form Girls»       | 4:19         |
| 8.                  | «Dallas 1 PM»            | 6:29         |
| Общая длительность: | Общая длительность:      | 37:05        |

| №   | Название                       | Длительность |
| --- | ------------------------------ | ------------ |
| 9.  | «20,000 Ft.» (Live)            | 3:30         |
| 10. | «Dallas 1 PM» (Live)           | 6:18         |
| 11. | «Hungry Years» (Live)          | 5:56         |
| 12. | «Strong Arm of the Law» (Live) | 4:52         |
| 13. | «Heavy Metal Thunder» (Live)   | 4:01         |

| №   | Название                                          | Длительность |
| --- | ------------------------------------------------- | ------------ |
| 9.  | «20,000 Ft.» (BBC Session 1982)                   | 3:17         |
| 10. | «Dallas 1 PM» (BBC Session 1982)                  | 6:01         |
| 11. | «The Eagle Has Landed» (BBC Session 1982)         | 7:32         |
| 12. | «747 (Strangers In The Night)» (BBC Session 1982) | 4:41         |
| 13. | «To Hell And Back Again» (Alternate Version)      | 4:47         |
| 14. | «20,000 Ft.» (Abbey Road mix 2009)                | 4:10         |
| 15. | «Mandy» (Early version of «Sixth Form Girls»)     | 3:58         |
| 16. | «Heavy Metal Thunder» (Abbey Road mix 2009)       | 4:15         |

## Участники записи
- Бифф Байфорд — вокал
- Грэм Оливер — гитара
- Пол Квинн — гитара
- Стив Доусон — бас-гитара
- Пит Гилл — ударные